# Фроссар, Мари-Рене
Мари-Рене Фроссар (фр. Marie-Renée Frossard) — французская балерина конца XVIII века, известная своей карьерой в Швеции.

## Биография
Мари-Рене была замужем за своим коллегой Луи Фроссаром. Они вместе работали в Театре итальянской комедии в Париже в 1757 году, в Вене в 1759 году и в Брюсселе в 1761—1762 годах. С 1764 по 1770 год супруги Фроссар вместе с труппой Дю Лонделя по приглашению шведского короля Адольфа Фредрика выступали в Стокгольме, и там их считали двумя наиболее известными актёрами.
Вступив на шведский трон в 1771 году, король Густав III распустил французский театр, желая иметь в Швеции национальный театр оперы и балета. Создавая в 1773 году Шведский королевский балет, Густав столкнулся с невозможностью набрать труппу из местных артистов балета, поскольку у них (за некоторым исключением вроде Шарлотты Слоттсберг, которая обучалась во французском театре) не было соответствующего образования и опыта. Поэтому балетмейстер Луи Галлодье порекомендовал королю пригласить некоторых французских танцоров, чтобы они выступали в балете и обучили шведских танцоров. Супруги Фроссар были в числе тех французских артистов, которые работали в первой труппе Шведского королевского балета. Они же были и первыми его звёздами, пока их ученики не стали достаточно зрелыми артистами. Мари-Рене Фроссар, Луи Фроссар, Элизабет Солиньи и Нинон Дюбуа Ле Клерк были основой королевского балета. Помимо выступления в балете, они также участвовали во Французском театре Густава III.
Супруги Фроссар были специалистами в искусстве danse de caractére et pantomime (характерного танца и пантомимы). В сезоне 1774—1775 года они успешно исполнили оперу «Биргер Ярл», которую написал сам Густав III. Высокий статус Фроссаров подтверждался их жалованьем: в 1774 году оно составляло 25 тыс. медных далеров, в то время как оперная певица Ловиса Августи, звезда Королевской шведской оперы, получала 6 тыс. далеров.
Супруги Фроссар уехали из Швеции в 1776 году. Они выступали в Лионе в 1782—1785 годах и в Театре итальянской комедии в Париже в 1785—1791 годах.